# Batista Júnior
João Batista de Oliveira Júnior (Itapira, 15 de enero de 1894 - Río de Janeiro, 4 de mayo de 1943), más conocido como Batista Júnior, fue un cantante, comediante, compositor y ventrílocuo brasilero. Padre de las cantantes Dircinha y Linda Batista, fue el mejor ventrílocuo que nació en Brasil, según el crítico Brício de Abreu.

## Carrera
Comenzó su carrera artística como ventrílocuo, actuando principalmente en circos y pequeños teatros. En la década de 1910, comenzó con sus primeros trabajos en la industria fonográfica, grabando algunos fonogramas para las compañías discográficas Phoenix y Gaúcho. 
En la década de 1920, se trasladó con su familia a Río de Janeiro. Durante este periodo, grabó varios discos para el sello Odeon, demostrando su increíble capacidad de imitación, narración y prosa. Grabó una variedad de estilos y formas como sambas, tangos, modinhas, maxixes, prosa campestre y sketches humorísticos. Además de las decenas de álbumes grabados, el número de sus shows también aumentó.
La compañía discográfica Columbia lo contrató y produjo varios discos durante la década de 1930. En esta década también actuó en varias emisoras de radio y participó en la primera película sonora brasileña, titulada Coisas nossas. A principios de 1940 su carrera artística entró en cierto declive, probablemente debido a las transformaciones y modernizaciones del mundo del entretenimiento.
Murió en Río de Janeiro el 4 de mayo de 1943, a la edad de 49 años, y terminó siendo más conocido como el padre de sus dos hijas cantantes Dircinha y Linda, las populares Hermanas Batista.

## Filmografía
- 1931 — Mágoa Sertaneja
- 1931 — Cousas Nossas
- 1936 — O Bobo do Rei
- 1938 — Bombonzinho
- 1938 — Snow White and the Seven Dwarfs (doblaje de la voz del personaje Alérgico/Mocoso)
- 1940 — Laranja da China
- 1941 — Entra na Farra